# Lichtenvoorde
Lichtenvoorde ist ein Dorf der niederländischen Gemeinde Oost Gelre in der Provinz Gelderland. Bis zum 1. Januar 2005 war Lichtenvoorde eine eigenständige Gemeinde. Seit 2006 findet in Lichtenvoorde das Zwarte Cross Festival statt, mit zuletzt 152.000 Besuchern die größte Motocross-Veranstaltung Westeuropas und eins der größten Musikfestivals in den Niederlanden.
Vom 18. September 1971 bis zum 31. Dezember 1981 bestand eine Gemeindepartnerschaft zwischen der Gemeinde Lichtenvoorde und der deutschen Gemeinde Büttgen, wo weiterhin eine Straße nach der Gemeinde Lichtenvoorde benannt ist.

## Politik

### Sitzverteilung im Gemeinderat
Bis zur Auflösung der Gemeinde ergab sich seit 1990 folgende Sitzverteilung:
| Partei           | Sitze | Sitze | Sitze | Sitze |
| Partei           | 1990  | 1994  | 1998  | 2002  |
| ---------------- | ----- | ----- | ----- | ----- |
| CDA              | 10    | 8     | 8     | 7     |
| Gemeentebelangen | 4     | 5     | 4     | 5     |
| VVD              | 1     | 2     | 2     | 3     |
| PvdA             | 2     | 2     | 3     | 2     |
| D66              | —     | —     | —     | 0     |
| Gesamt           | 17    | 17    | 17    | 17    |

## Persönlichkeiten
- Johannes Dieker (1880–1968), deutscher Kommunalpolitiker
- Marco Blaauw (* 1965), klassischer Trompeter
- Mirjam Kloppenburg (* 1966), Tischtennisspielerin
- Tom Holkenborg alias Junkie XL (* 1967), DJ und Musikproduzent
- Sander Boschker (* 1970), Fußballtorhüter
- Dave Bus (* 1978), Fußballspieler
- Hidde Jurjus (* 1994), Fußballtorhüter